# Callerinnys combusta
Callerinnys combusta là một loài bướm đêm trong họ Geometridae.